# Jolanta Bohdal
Jolanta Bohdal (ur. 2 kwietnia 1942 w Nieświeżu) – polska aktorka.

## Życiorys
Jest absolwentką PWST w Warszawie (1963). W latach 1963–1967 występowała w Teatrze im. Osterwy w Lublinie, od 1967 do 1978 w Teatrze Polskim w Warszawie, a w latach 1980–1983 w Teatrze Współczesnym w Szczecinie.
W 1982 roku otrzymała wyróżnienie za rolę w „Szewcach” na XXIV Festiwalu Teatrów Polski Północnej w Toruniu.

## Filmografia
- Drewniany różaniec (1964) jako Helka
- Zawsze w niedziele (1965) jako płotkarka Morawska
- Skok (1967)
- Gniewko, syn rybaka (1969) jako chłopka Przemiła (odc. 3)
- Akcja Brutus (1970) jako córka Ramuza
- Zapalniczka (1970) jako matka
- Pejzaż z bohaterem  (1970)
- Przygody psa Cywila (1970) jako dziewczyna na polowaniu
- Podróż za jeden uśmiech (1971) jako opiekunka grupy kolonijnej w Kazimierzu (odc. 2)
- Na krawędzi (1972) jako Krystyna
- Ocalenie (1972) jako laborantka
- Ten okrutny, nikczemny chłopak (1972) jako matka Romka
- Motyle (1972) jako turystka
- Kopernik (1972) jako Krystyna, siostrzenica Kopernika
- Kopernik (1972) jako Krystyna, siostrzenica Kopernika (odc. 3)
- Kwiat paproci (1972) jako Sonia
- Podróż za jeden uśmiech (1972) jako opiekunka grupy kolonijnej w Kazimierzu
- Poszukiwany, poszukiwana (1972) jako Kasia, żona Rochowicza
- Godzina szczytu (1973) jako Maja
- Profesor na drodze (1973) jako Mariola, uczennica w Technikum dla Pracujących
- Stawiam na Tolka Banana (1973) jako asystentka dentysty
- Urodziny Matyldy  (1974)
- Dwoje bliskich obcych ludzi (1974) jako Krystyna, kochanka Maćka
- Obrazki z życia (1975) jako Luba
- Ślad na ziemi (1978) jako członek rodziny Jasparskich
- Jeśli się odnajdziemy (1982) jako Korbikowa
- Zdaniem obrony  (1984–1987)
- Rajska jabłoń  (1985) jako gość u Amelki

Źródło: Filmpolski.pl.